# Le Regard ébloui
Pour plus de détails, voir Fiche technique et Distribution.
Le Regard ébloui (ou Dorothea Tanning ou le Regard ébloui) est un documentaire français de court métrage réalisé en 1960 par Jean Desvilles.

## Synopsis
Documentaire sur la peinture aussi bien que sur l'histoire personnelle de l’artiste américaine Dorothea Tanning réalisé par son mari Jean Desvilles.

## Fiche technique
- Titre : Le Regard ébloui
- Réalisateur : Jean Desvilles
- Scénario : Louis Marin
- Directeurs de la photographie : Arcady et Daniel Harispe
- Production : Les Productions Tanit
- Musique : Georges Delerue
- Format : couleurs - 35 mm - 1,37:1 - Son mono
- Genre : court métrage documentaire
- Durée : 13 minutes
- Visa d'exploitation en France N° 23996 délivré le 13 janvier 1960
- Sortie aux Journées internationales du court métrage de Tours : décembre 1960

## Distribution
- Dorothea Tanning : elle-même